# Bomaanslag in Bologna op 2 augustus 1980
De terroristische aanslag in Bologna 1980 vond plaats op 2 augustus 1980 in het treinstation van de Italiaanse stad Bologna. Het was de zwaarste naoorlogse aanslag in de Italiaanse geschiedenis.
Om 10.25 uur ontplofte in het spoorwegstation van Bologna, het belangrijkste treinknooppunt van Italië, een koffer met TNT en nitroglycerine (T4). Hierdoor stortte het dak van het gebouw in en kwamen 85 personen om het leven. Meer dan 200 mensen raakten gewond.
De aanslag wordt toegeschreven aan de extreemrechtse en met de P2-loge verbonden Nuclei Armati Rivoluzionari (NAR). Die hebben echter zelf altijd hun betrokkenheid ontkend.
Op 5 augustus 1980 werd een algemene staking gehouden om de onvrede met het bloedvergieten uit te drukken. Het publieke leven in Italië viel 2 uur lang stil.
Jaarlijks worden vertegenwoordigers van de regering uitgejouwd tijdens de herdenkingsplechtigheden, uit onvrede met het feit dat de opdrachtgever(s) nooit gevonden werd(en) en omdat de stukken van de rechtszaak nog steeds niet vrijgegeven zijn.

## Opheldering
Op de aanslag volgde een lange reeks van warrige en omstreden juridische procedures en politieke discussies. De nabestaanden van de slachtoffers zetten de organisatie Associazione tra i familiari delle vittime della strage alla stazione di Bologna del 2 agosto 1980 op, om de publieke aandacht op de zaak te richten. Op 23 november 1995 maakte het Corte Suprema di Cassazione uiteindelijk de definitieve uitspraak bekend:
- De levenslange gevangenisstraf voor de neofascisten en leden van de NAR Valerio Fioravanti en Francesca Mambro – die altijd hadden volgehouden onschuldig te zijn – werd bevestigd. De rechtbank bevond hen schuldig aan het uitvoeren van de aanslag.
- De voorzitter van de P2-loge, Licio Gelli, Francesco Pazienza en twee leden van de Italiaanse militaire inlichtingen- en veiligheidsdienst SISMI, Pietro Musumeci en Giuseppe Belmonte, werden veroordeeld wegens belemmering van het onderzoek.

Op 13 december 2004 werd bovendien het voormalig NAR-lid Luigi Ciavardini (ten tijde van de aanslag nog minderjarig) veroordeeld tot 30 jaar gevangenisstraf voor zijn aandeel in de aanslag. Dit vonnis werd op 11 april 2007 in hoogste instantie bevestigd. Sinds 23 maart 2009 geniet Ciavardini een regime van "semilibertà", waarbij hij buiten de gevangenis kan werken of een beroepsopleiding kan volgen (enigszins vergelijkbaar met het Nederlandse penitentiair programma).
Of de aanslag ook daadwerkelijk door Fioravanti, Mambro en Ciavardini werd gepleegd, blijft omstreden. Uit het gerechtelijk onderzoek kwam o.a. naar voren dat op de dag van de aanslag ook Christa Margot Fröhlich en Thomas Kram, leden van de terroristische groep rond Carlos, zich in Bologna hadden opgehouden.
Fioravanti werd in 2009 na 26 jaar uit de gevangenis ontslagen wegens goed gedrag, Mambro een jaar later. Zij waren in 1985 in de gevangenis getrouwd. Beiden hebben altijd de verantwoordelijkheid voor de aanslag in Bologna ontkend.
In november 2014 veroordeelde een civiele rechtbank in Bologna Fioravanti en Mambro tot het betalen van een schadevergoeding van ruim 2,13 miljard euro aan de Italiaanse staat, ter delging van de materiële en immateriële schade en de kosten van de rechtsgang. De rechtbank wees daarmee de vorderingen toe die advocaat Fausto Baldi namens de regering had ingediend.